# ATP de Córdoba
O ATP de Córdoba – ou Córdoba Open, na última edição – foi um torneio de tênis profissional masculino, de nível ATP 250.
Realizado em Córdoba, na Argentina, estreou em 2019 e durou seis edições. Os jogos eram disputados em quadras de saibro durante o mês de fevereiro.
Substituiu o ATP de Quito a partir de 2019. Sua extinção, depois de 2024, se deve, dentre vários fatores, à situação econômica da Argentina.

## Finais

### Simples
| Ano  | Campeão               | Vice-campeão         | Resultado     |
| ---- | --------------------- | -------------------- | ------------- |
| 2024 | Luciano Darderi       | Facundo Bagnis       | 6–1, 6–4      |
| 2023 | Sebastián Báez        | Federico Coria       | 6–1, 3–6, 6–3 |
| 2022 | Albert Ramos Viñolas  | Alejandro Tabilo     | 4–6, 6–3, 6–4 |
| 2021 | Juan Manuel Cerúndolo | Albert Ramos Viñolas | 6–0, 2–6, 6–2 |
| 2020 | Cristian Garín        | Diego Schwartzman    | 2–6, 6–4, 6–0 |
| 2019 | Juan Ignacio Londero  | Guido Pella          | 3–6, 7–5, 6–1 |

### Duplas
| Ano  | Campeões                                     | Vice-campeões                          | Resultado |
| ---- | -------------------------------------------- | -------------------------------------- | --------- |
| 2024 | Máximo González Andrés Molteni               | Sadio Doumbia Fabien Reboul            | 6–4, 6–1  |
| 2023 | Máximo González Andrés Molteni               | Sadio Doumbia Fabien Reboul            | 6–4, 6–4  |
| 2022 | Santiago González Andrés Molteni             | Andrej Martin Tristan-Samuel Weissborn | 7–5, 6–3  |
| 2021 | Rafael Matos Felipe Meligeni Rodrigues Alves | Romain Arneodo Benoît Paire            | 6–4, 6–1  |
| 2020 | Marcelo Demoliner Matwé Middelkoop           | Leonardo Mayer Andrés Molteni          | 6–3, 7–64 |
| 2019 | Roman Jebavý Andrés Molteni                  | Máximo González Horacio Zeballos       | 6–4, 7–64 |